# Sehnaj Singh
Sehnaj Singh (Chandigarh, 29 luglio 1993) è un calciatore indiano, centrocampista dell'Inter Kashi.

## Carriera

### Club
Ha giocato nella prima divisione indiana.

### Nazionale
Nel 2015 ha giocato 5 partite con la nazionale indiana, tutte in incontri valevoli per le qualificazioni ai Mondiali del 2018.

## Statistiche

### Cronologia presenze e reti in nazionale
| Cronologia completa delle presenze e delle reti in nazionale ― India | Cronologia completa delle presenze e delle reti in nazionale ― India | Cronologia completa delle presenze e delle reti in nazionale ― India | Cronologia completa delle presenze e delle reti in nazionale ― India | Cronologia completa delle presenze e delle reti in nazionale ― India | Cronologia completa delle presenze e delle reti in nazionale ― India | Cronologia completa delle presenze e delle reti in nazionale ― India | Cronologia completa delle presenze e delle reti in nazionale ― India |
| Data                                                                 | Città                                                                | In casa                                                              | Risultato                                                            | Ospiti                                                               | Competizione                                                         | Reti                                                                 | Note                                                                 |
| -------------------------------------------------------------------- | -------------------------------------------------------------------- | -------------------------------------------------------------------- | -------------------------------------------------------------------- | -------------------------------------------------------------------- | -------------------------------------------------------------------- | -------------------------------------------------------------------- | -------------------------------------------------------------------- |
| 11-6-2015                                                            | Bangalore                                                            | India                                                                | 1 – 2                                                                | Oman                                                                 | Qual. Mondiali 2018                                                  | -                                                                    | 54’ 60’                                                              |
| 16-6-2015                                                            | Hagåtña                                                              | Guam                                                                 | 2 – 1                                                                | India                                                                | Qual. Mondiali 2018                                                  | -                                                                    | 34’ 46’                                                              |
| 8-10-2015                                                            | Ashgabat                                                             | Turkmenistan                                                         | 2 – 1                                                                | India                                                                | Qual. Mondiali 2018                                                  | -                                                                    | 64’                                                                  |
| 13-10-2015                                                           | Mascate                                                              | Oman                                                                 | 3 – 0                                                                | India                                                                | Qual. Mondiali 2018                                                  | -                                                                    | 46’                                                                  |
| 12-11-2015                                                           | Bangalore                                                            | India                                                                | 1 – 0                                                                | Guam                                                                 | Qual. Mondiali 2018                                                  | -                                                                    | 41’                                                                  |
| Totale                                                               |                                                                      | Presenze                                                             | 5                                                                    |                                                                      | Reti                                                                 | 0                                                                    |                                                                      |

## Palmarès

### Competizioni nazionali
- Indian Super League: 1

ATK: 2019-2020